# Erich Hagen

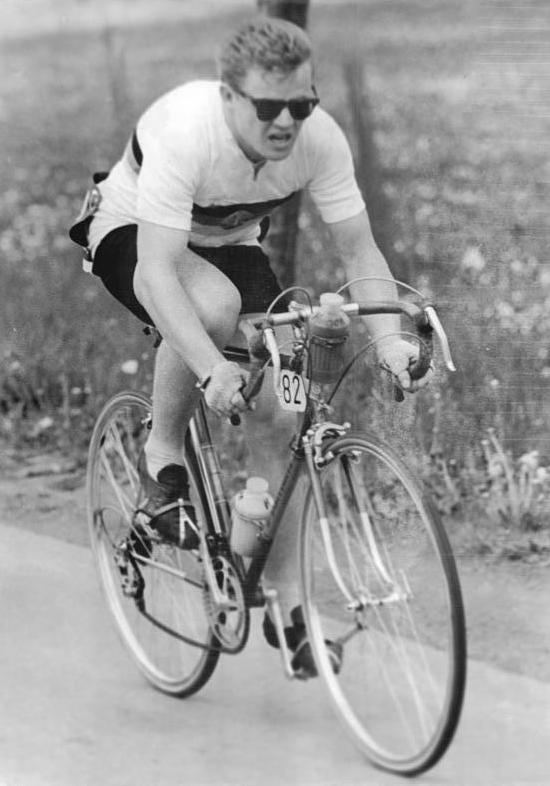
Erich Hagen während der XIV. Internationalen Friedensfahrt Warschau-Berlin-Prag 1961

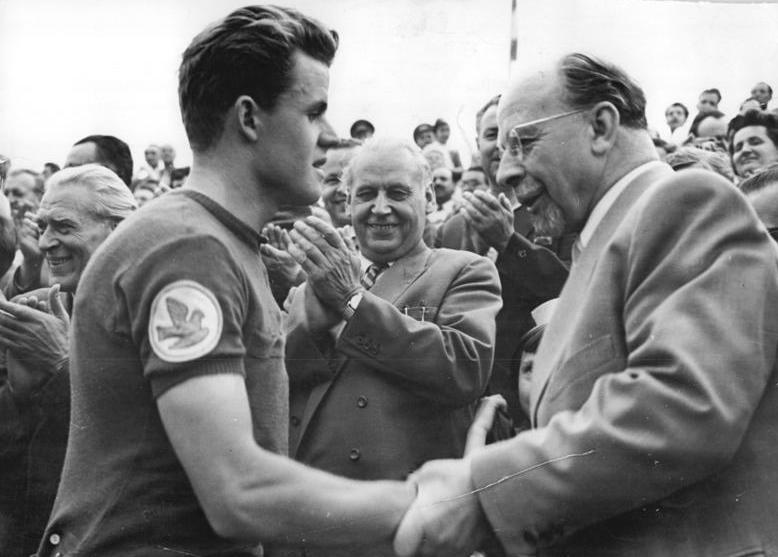
Walter Ulbricht gratuliert Hagen nach dem Gewinn der Friedensfahrt 1960.

Erich Walter Hagen (* 11. Dezember 1936 in Leipzig; † 26. Mai 1978 bei Leipzig) war ein DDR-Radsportler.

## Leben

### Die frühe Karriere
Im Alter von 19 Jahren gewann Erich Hagen (Spitzname: „Scheeks“) 1956 die DDR-Straßenmeisterschaft und wurde aufgrund dieses überraschenden Erfolgs für die gesamtdeutsche Olympiamannschaft für 1956 nominiert. Zuvor hatte er eines der vier Olympiaausscheidungsrennen im Straßenradsport 1956 gewonnen. Bei den Spielen in Melbourne erreichte er im Einzelzeitfahren den 22. Platz. Da die Mannschaftswertung damals durch die Addition der Einzelplatzierungen der besten drei Fahrer eines Landes entschieden wurde, verpasste Hagen die Bronzemedaille nur um vier Plätze, da sich seine Mannschaftskameraden Horst Tüller (4.), Täve Schur (5.) und Reinhold Pommer (18.) vor ihm platziert hatten. Bis dahin hatte er zwei nationale Meistertitel im 100-km-Mannschaftszeitfahren mit seinem Klub SC DHfK Leipzig errungen (1956, 1957).
1958 schaffte Hagen den endgültigen Durchbruch in die DDR-Nationalmannschaft. Er nahm zum ersten Mal an der Friedensfahrt teil und belegte in der Gesamteinzelwertung den 23. Platz. Im selben Jahr schaffte er bei der DDR-Rundfahrt einen Rekord, als er vier Etappen in Folge als Sieger beenden konnte, damit auch die Harzrundfahrt 1958.
Danach nahm er erstmals an einer Straßen-WM teil und wurde im französischen Reims 26. Im darauffolgenden Jahr konnte er sich erneut für das WM-Team qualifizieren und belegte den 19. Platz. 1958 brachte er das Kunststück fertig, bei nationalen Rennen dreizehnmal in Folge zu siegen. Unter anderem gewann er die sehr schwere Harzrundfahrt 1958.

### 1960: Friedensfahrtsieg und Olympiamedaille
1960 gehörte Erich Hagen zur überragenden DDR-Mannschaft bei der Friedensfahrt. Er gewann die elfte Etappe von Dresden in seine Heimatstadt Leipzig und lag vor dem letzten Teilstück in der Gesamtwertung auf dem zweiten Platz hinter seinem Mannschaftskameraden Egon Adler. Da dieser am Anfang der Schlussetappe nach Berlin schwer stürzte und den Anschluss an das Hauptfeld verlor, blieb Hagen das letzte „heiße Eisen“ der DDR für die Einzelwertung. Trotz ständiger Attacken der Belgier, Dänen und anderer Teams konnte er im Zielsprint seinen ärgsten Rivalen Jean-Baptiste Claes (BEL) hinter sich lassen und gewann seine zweite Etappe, die Gesamteinzel- und mit der DDR auch die Mannschaftswertung. Er gewann auch den Klassiker Rund um die Hainleite.
Bei den Olympischen Spielen in Rom gewann Hagen mit der Mannschaft der DDR (Schur, Adler, Hagen, Günter Lörke) trotz der frühen Aufgabe von Lörke und des kräftemäßigen Einbruchs von Adler die Silbermedaille beim Mannschaftszeitfahren.
Das Straßenrennen der Amateur-Rad-WM 1960 auf dem Sachsenring beendete er als 50.
Am Ende des Jahres wurde Hagen zusammen mit seinen Friedensfahrt-Kollegen Schur, Adler, Manfred Weißleder, Bernhard Eckstein und Johannes Schober zur Mannschaft des Jahres in der DDR gekürt.
Bei der Friedensfahrt 1961 gewann Hagen erneut die Etappe nach Berlin und belegte in der Gesamtwertung den neunten Platz. In Schweden gewann er eine Zweietappenfahrt. Im Zusammenhang mit negativen Äußerungen zum Berliner Mauerbau wurde Hagen noch 1961 aus der DDR-Nationalmannschaft und dem Verein SC DHfK Leipzig ausgeschlossen, sowie 1962 zur BSG Motor Schkeuditz versetzt. 1963 startete er wieder für DHfK Leipzig und letztmals bei den Friedensfahrt-Ausscheidungsrennen sowie bei der DDR-Rundfahrt (59. Platz), wurde dann nicht mehr für den Olympiakader für Tokio 1964 benannt, woraufhin er seine Karriere erst 27-jährig beendete.

### Späte Jahre und Tod
Nach dem Ende seiner sportlichen Laufbahn arbeitete Erich Hagen als Taxifahrer. Er starb bei einem Verkehrsunfall auf der Autobahn bei Leipzig. Es wurde vermutet, dass er aufgrund familiärer Probleme den Wagen absichtlich gegen eine Brücke lenkte.

## Erfolge
- Olympische Silbermedaille im 100-km-Mannschaftszeitfahren 1960
- Sieg bei der Internationalen Friedensfahrt 1960
- 3 Etappensiege bei der Internationalen Friedensfahrt (1960–1961)

## Auszeichnungen (Auswahl)
- 1960: Vaterländischer Verdienstorden in Silber